# Maverick Records
Pour les articles homonymes, voir Maverick.
 (juin 2008).
Maverick Records est une maison de disques créée par la chanteuse américaine Madonna.
Cette maison de disques fait partie du groupe Warner Music. 

## Histoire
Cette maison de disques a été fondée par Guy Oseary, Madonna, Frederick DeMann, Ronnie Dashev et Warner Bros. Records en 1992. Après avoir signé quelques artistes tels que Deftones, Me'shell Ndegeocello, Guy Oseary tomba sur Alanis Morissette qui fut signée et son troisième album parut en 1995. Le succès fut instantané et l'artiste enrichit la société grandement. Des divergences apparurent entre Madonna et son gérant au milieu des années 1990 et elle se départit de ses compétences de Frederick DeMann et Warner Bros. Records racheta les parts de ce dernier. Le succès se fit moindre pour les albums subséquents d'Alanis Morissette et Madonna redevint la vache à lait de Maverick à la fin des années 1990 et au début des années 2000. 
En mars 2004, Madonna et Ronnie Dashev poursuivirent Warner Music Group pour mauvaise gestion de la société résultant d'une perte nette de plusieurs millions de dollars. La société se vengea en déposant une poursuite soutenant les mêmes allégations. Une entente intervint et la totalité des actions que Madonna et M. Dashev détenaient a été revendue à Warner Music Group. L'étiquette fut donc refondue à même la maison mère la même année. En corollaire, Madonna, toujours sous contrat chez Warner Music Group, cessa d'être produite sous l'étiquette qu'elle avait elle-même contribué à mettre sur pied.
La signification du nom Maverick vient du nom des deux plus importants fondateurs MAdonna VEronica et FredeRICK DeMann

## Artistes
Elle comprend toujours une écurie d'une dizaine d'artistes connus et moins connus comme Fifth Harmony,
Alanis Morissette, Muse, Deftones, The Prodigy, Lillix, Story of the Year, Michelle Branch, Paul Oakenfold, William Orbit, Laruku etc.